# 小中阳太郎
小中阳太郎（日语：／ Konaka Yōtarō，1934年9月9日—2024年12月3日），日本作家、翻译家、评论家。

## 生平
1934年出生于日本兵库县神户市，早年在中国上海度过。1958年大学毕业后进入日本放送协會成为一位导演。后退职成为自由职业者。他的作品曾于日本国内外多次获奖。影响深远。